# D1 Milano
D1 Milano es una marca que manufactura relojes y artículos de diseño, fundada en Milán en 2013.

## Historia
La empresa fue fundada en 2013 por Dario Spallone, quien pasó a dirigir la empresa como presidente y director ejecutivo. Durante su entrevista con Snap Italy Magazine, Dario Spallone definió la experiencia del cliente de D1 Milano como el valor añadido que distingue su marca de las demás.
Fundada en Milán en 2013, la firma pasó a formar parte de la Semana de la Moda de Milán, pasó a formar parte de la promotora de empresas de la Universidad Bocconi en 2014, y trasladó su sede al Distrito del Diseño de Dubái en 2015.
Actualmente D1 Milano tiene sedes en Dubái y Hong Kong y se distribuye en 28 países a través de cadenas minoristas como Selfridges, Harvey Nichols, Lane Crawford, Galeries Lafayette, y posee siete tiendas operadas directamente en Bahréin, Dubái, Japón, Líbano, Panamá y Brasil.
La empresa ha aparecido en varias revistas de moda como Vogue, Elle, GQ, L'Officiel de la couture et de la mode de Paris, Forbes, Vanity Fair, Millionaire y Esquire Middle East.